# 太鼓の達人のバトル・ミニゲーム一覧
太鼓の達人のバトル・ミニゲーム一覧（たいこのたつじんのバトル・ミニゲームいちらん）では、『太鼓の達人』シリーズに登場するバトルやミニゲームを紹介する。オプションなどについても本項で述べる。

## オプション
「14」以前のAC（の速度変化3つ・「ドロン」・「あべこべ」）では「おに」の位置で右ふちを5回叩くごとにオプションが変化する。順番は「ばいそく」→「さんばい」→「よんばい」→「ドロン」→「あべこべ」→通常（等速）の繰り返し。ACでは新筐体版・家庭用では「ぽ〜たぶるDX」のみ重ねがけ（ばいそく&ドロン、さんばい&あべこべなど）が可能である。新筐体版ではカードのポイント解禁やナムコ公式サイトに登録しているユーザーでなければ設定できなくなった。
音色
文字通り音色を変更するモード。ACでは「11」初出で、「かんたん」（1曲目は「あそびかた」の場合あり）の位置で左ふちを叩くことで変更でき、何度かやると通常の太鼓音に戻る。家庭用では最初からあり、最近のシリーズでは種類が多いものもある。新筐体版ではカードのポイントを貯めないと使用できない。
オート
家庭用（フリーモードと演奏モード）のみのオプション、譜面が全て自動演奏になる。
ドロン
ACでは「7」・家庭用では「五代目」初出。譜面が全て消える。亞洲版ではこのモードがない。
ばいそく/さんばい/よんばい
ACでは「8」・家庭用では「六代目」初出。譜面のスクロールがそれぞれ上がる。亞洲版ではそれぞれ「二倍速」「三倍速」「四倍速」。家庭用では速いものほど隠し要素であること多くなる。
あべこべ
ACでは「9」・家庭用では「七代目」初出。面とふちが全て逆になる。亞洲版では「顛倒」。
かんぺき
「六代目」初出で、家庭用のみのオプション。1つでも叩き損ねたり不可が出ると即終了し、ノルマクリア失敗になる。しかしWii版や「DS3」はノルマを超えていればクリアとなる。
真打モード
「14」のみ使用可能。スコア計算が一定になる。1次解禁コマンドが入力された筺体のスタート画面で右ふちを10回叩くと使用できる（ただし裏譜面同様の理由でフリープレイ時は使用できない）。スコア登録が通常時と別になる。また筐体の曲別スコアやランキングには記録されない。
きまぐれ/でたらめ
ACでは新筐体版・家庭用では「ぽ〜たぶるDX」初出。面とふちがランダムに入れ替わる。「でたらめ」は「きまぐれ」よりも入れ替わる量が多い。

## ストーリーモード
主に1人でプレイするモード。
おはなしモード
「ぽ〜たぶる2」で登場。はなちゃんのピアノ発表会を成功させるのがテーマである。全部で5種類のルートがあり、エンディングは8種ある。
わくわく冒険ランド
「七代目」で登場。「ドンだーランド」を冒険するアドベンチャーモードで、様々な課題をクリアしていく。難易度は「甘口」「辛口」の2つがあり、このコース名は後の「道場やぶり」などにも継承されている。途中「太鼓タワー」というコースがあるが、これは一定以上ミスすると強制終了させられ、ゲキ連打も風船を割らないとミスになる。タワーは全10種類あるが、条件を満たさないといけないものもある。一部のタワーは以前の作品の収録曲だが、譜面には違いがある。演奏画面などの表記は「太鼓タワー そのx」となっている。
道場やぶり
「DS2」で登場。普通の課題とワルドン3体との1位対決がある。ルールは「スコア」「良の数」「最終コンボ数（普通課題では最大コンボ数）」「達成率（普通課題のみ）」「タッチ数（1位対決のみ）」である。課題によってはどんの部屋で服装や音色などを変えないといけないものもある。1位対決ではアイテム音符が出てくるが、取らなくても邪魔されることがあり、コンボや判定のカウントもされる。各島の課題を全てクリアすると、道場主対決に挑戦できる。道場主対決では体力制になっており、演奏終了時に体力の多い方が勝ちとなるが、演奏中にゼロになると強制終了させられる。またバクダン音符が登場し、さらに道場主が妨害してくる。バクダン音符は牡丹戦以外に登場し、タッチすると不可になるよりも大きくダメージを受ける。「スコア」「タッチ数」と道場主対決は連打もカウントされ、さらに道場主対決ではゲキ連打やでんでん音符でもダメージを受ける。行ける島は段階で分かれており、その段階を全てクリアすると次の段階をプレイできる。初めは太鼓島（道場主はおじいちゃん）のみで、2度目はニャンニャン島・おとめ島・おめん島（ザコボット各号）、3度目はメカ島（ドラボット）・りゅうぐう島（ニャンキー）、4度目はどらゴーン島（牡丹）となる。牡丹を倒すとドコン城が現れドコンと対決でき、ドコンを倒すと真の最終ボスであるギガドーンが現れる。このギガドーンを倒すとエンディングが流れ、どんの部屋でいつでも閲覧できるようになる。また辛口を全てクリアすると道場主対決の譜面が「おに」になる。課題で起用されている曲は収録曲全てが対象だが、道場主対決では全て隠し曲である。
ボス戦
「Wii2」で登場。通常演奏をプレイし続けると戦えるようになる。そのボスを倒し、再び通常演奏をプレイ続けると、新たなボスと戦うことができる。基本的なルールは「DS2」の道場主対決と同じだが、今回のみゲキ連打やでんでん音符がゲキトツ音符に変更され、バクダン音符の文字の表記がない。また（「ヨーカイ大決戦」でも）バクダン音符のダメージの量が減らされた。しかしゲキトツ音符に負けた時のダメージは大きい。全10ステージで、最後に出てくるDr.ワルルーを倒すとエンディングとなる。ある条件を満たすと譜面が「おに」になる「激辛」が出現する。起用されている曲は全て隠し曲である。
ヨーカイ大決戦
「DS3」で登場。RPGのような仕様となっている。妖怪との演奏バトルに勝つと経験値（「けいけん」）が増え、一定量に達するとレベルが上がる。能力は「いのち」「こうげき」「ぼうぎょ」がある。「いのち」は演奏中の体力でミスをすると減り、ゼロになると強制終了させられる。「こうげき」は一度の攻撃で与えるダメージが、「ぼうぎょ」はミスした時のダメージが数値によって変わる。能力はレベルを上げたり、途中「おかね」を使って武器や防具などを購入することによって上がっていく。また着せ替えた衣装によっても変化する。妖怪はザコ妖怪とボス妖怪の2種類で、レベルや「いのち」は彼らにも付いている。ザコ妖怪は里の外を歩いていると現れる。ボス妖怪は各章に1体ずつおり、今回は演奏が終わっても決着が付かなかった場合は負け扱いとなる。難易度は従来と同じだが、今回は2つの間に「中辛」が追加された。ボス妖怪戦で起用されている曲は全て隠し曲である。
全国おみこしバトル
「ぽ〜たぶるDX」で登場。相手と演奏で勝負し陣取り合戦を行う。最終的に陣地を多く占めた方の勝ちで、物語を進めるとボス戦になる。ボス戦ではバクダン音符がまた登場している。

## バトル・サバイバル
バトル
初出は「ドドンがドン」「3」。ルールは体力制で、演奏終了時に多かった方が勝ちとなる。AC版・家庭用（アーケードモード）ともに「むずかしい」の右にあり、通常の難易度と同じで専用マーク（バクダン）がある。マークの通り演奏中は画面右に爆弾があり、少しずつ大きくなって譜面が見辛くなっていく。ある程度大きくなった状態でどちらかが不可になると爆発し、不可になった方がダメージを受ける。爆発しても新たな爆弾が出てくる。リニューアル前の最終作である「6」「アニメ祭り」を最後に廃止された。
わいわい太鼓合戦
初出は「四代目」。1Pがどんチーム・2Pがかつチームになっている。「六代目」からは「もっとわいわい太鼓合戦」にされ、「ミニミニゲーム」（後述）が登場した。「もっと」以降の種目は通常演奏・ミニゲーム・ミニミニゲームで、順番はランダムで選出される。各種目が終わると「もっと」以前ではボーナスクイズ、「もっと」以降ではルーレットが出現（こちらは必ずではない）する。最後の対決は必ずメドレー曲で、プレイヤーを交代しながら演奏する、演奏リレーという種目になる。
サバイバルモード
「ドドンがドン」で初出。「四代目」で削除された。決められた7曲を連続で演奏する。普通とは違い、魂ゲージが100%の状態からスタートし、0%になると即ゲームオーバーになる。魂ゲージは演奏中には回復しないが、成績画面で回復する。難易度は「おに」以外の3つから選べる。「春祭り」「三代目」ではクリアすると、その難易度のランダム選曲バージョン、「ランダムコース」が出現する。なお、「ドドンがドン」のみ 演奏曲数が「かんたん」は7曲、「ふつう」は15曲、「むずかしい」は30曲(収録曲全部)となっていて、クリアしても「ランダムコース」は出現しない。
連続演奏ゲーム
「ぽ〜たぶる」のみで登場。「サバイバルモード」とよく似ているが、魂ゲージは0%の状態からスタート、1曲ごとにノルマクリアの判定がある、曲数は固定ではなく演奏したい分数により曲数が決まる、前の曲でノルマクリアしてからの余ったゲージが次の曲に持ち越されるなどの違いがある。

## ミニゲーム

### AC
どちらも1曲目以外の失敗では最後の曲でなくても出現しない。また「14」以前の「かんたん」でも無条件で2曲目を遊べるため出現しない。
復活ルーレット
初出は「8」。オプションを付けない状態でノルマクリア失敗すると登場し、「アタリ」が出るともう1曲遊べる。太鼓の面を叩くことで止まる。制限時間は10秒。確率は「ふつう」2分の1・「むずかしい」4分の1・「おに」8分の1となっているがそれは見せ掛けで、狙って止めることは不可能（最初からどこに止まるか決まっている）。
復活連打
初出は「11」。「復活ルーレット」から変わったもので、出現条件も同じ。5秒以内に連打で完食する（新筐体版ではちょうちんを全て光らせる）ともう1曲遊べる（ここからは「14」以前の仕様であり新筐体版は不明）。連打の量は5段階（20・35・50・80・120）で各コースに4段階ずつ用意されており、上のコースほど多い量になる確率が高めに設定されている。最高段階である120発は「おに」のみだが、5割の確率でこの量になる。それぞれの量の75%分叩くと最後の食材（骨つきチキン）が登場し、110%分を叩くと時間内でもその時点で終了となる（ここで「14」以前の仕様の説明終了）。「12増量版」からはオプションを付けた状態でもできるようになった。新筐体版では「かんたん」でもしなければならなくなったが、非常に甘く設定されている模様。

### ドドンがドン
100M走
ひたすら面を連打すると走る。縁を叩くと転がって一瞬だけ走ったときより速くなるが、すぐに速度が0になってしまう。
メカドン→ドンターボ→ドンミューラーI→ドンヘリ→コンコルドンの順番で競争し、一度もコンティニューせずにコンコルドンに勝利するとパトリオッドンとの勝負になる。
ボスドンマラソン
100M走と違い、ペースを考えなければならない。1人追い抜くとペースアップ。しかしペースを考えずに叩きまくると疲れてペースダウンし、挙句の果てには一時操作不能となる。途中にある給水ポイントでもペースアップができるが、毒ドリンクを飲んでしまうとペースが下がってしまう。

### 春祭り
じゃんけん
じゃんけんをして勝ったら相手をはりせんで叩き先に2勝（2プレイは3勝）した方が勝利。勝ったら素早く右縁（2Pは左）を叩き負けたら左（2Pは右）を素早く守る。負けた場合で叩くとお手付きとなり、相手の点になる。両方守った場合は何も起こらない。一人プレイ時は100M走のメカキャラとなるがコンティニューありでもパトリオッドンは出てくる。
ふうせん

ギャラドン

### 三代目
旗あげ

もぐら叩き
右縁、右面、左面、左縁で穴から出てくる亀の頭のまりを叩くゲーム。
中にはひよことメカドンが出てきてひよこを叩くと10点マイナス、メカドンは1回叩くごとに1点、5回叩いて壊すと2点。途中まで全てのかめとメカドンを叩くと出てくるお面小僧は10点。
70点以上(2人プレイの場合は2人合わせて)取ると中からボスである巨大メカドンの『メカモグドンDX』が現れ、破壊すると30点。このときのBGMは『メカデス。』に変わる。
カレー早食い
面を連打でカレーライスを食べて、ゲージが溜まって和田どん・和田かつが黄色くなったら縁を叩いて火炎放射したり、皿を盾にして防御しながら完食を目指す。
両者が同時に火炎放射した場合は競り合い状態になり、連打数の多い方が相手にダメージを与えられる。
1人プレイではカレー早食い専門メカドンのインドン3種類（インドン・インドン兄・インドン父）と対戦する事になる。
まねるドン
どん子がお手本通りに真似をしてタタコンを叩く記憶ゲーム。前3レベルで、レベルが上がると、覚える数が増えてスピードも上がって行く。一度でも間違えると即ゲームオーバーとなる。

### 四代目
「ドンブリどんどん」以外は後の「DRUM MASTER」にも収録。ミニゲームのルール説明はちょうちんうなぎが紙芝居で解説する。
ドンブリどんどん
テツオが出題したお手本どおりに叩いて和田イヌが作ったどんぶりを食べるゲーム。1ラウンド10杯で、7杯食べることができればノルマクリアになる。スペシャルラウンドは全50杯で1ミスで即終了。このラウンド限定で、まれに「ただのご飯」が出ることがある。2人プレイの場合は5ラウンドを勝負し、どちらかがノルマクリア失敗するまでラウンドを続け、残ったプレイヤーが勝利。5ラウンドで決着がつかない場合は全50杯のスペシャルラウンドに入る。スペシャルラウンドでは先に失敗した方が負けとなる。
出て来るどんぶりのメニューは、カツ丼、牛丼、豚丼、親子丼、天丼、鰻丼、ウニ丼、ビビンバ丼、麻婆丼、中華丼、カルビ丼、かき揚げ丼、兄弟丼、鉄火丼、マグロ丼、ネギトロ丼、海鮮丼、蟹丼、蟹玉丼、天津丼、深川丼、ソースカツ丼、ただのご飯の23種類で、中には多少アレンジが入る場合もある。
打ち上げ花火
かめが運んでくる花火に、ちょうちんうなぎがテンポ良く火をつけて打ち上げ、制限時間内に打ち上げた花火の数を競うゲーム。
かめが筒に花火を込めたら、タタコンの面を叩いて打ち上げる。かめが間違えて爆弾を込めたら、タタコンの縁を叩いて蹴り捨てる（間違えて打ち上げた場合は爆発して少しの間動けなくなる）。
2人プレイの場合は画面左が1P、右が2Pとなり、制限時間内により多くの花火を打ち上げたプレイヤーの勝利となる。
スイカでプププ
スイカ割りをするテツオのバットをうまくかわしながら、制限時間内に4切れのスイカをたいらげるゲーム。
タタコンの面を連打するとスイカを食べ、食べ終わると種を吐き出す。種を全部吐き出したら、次のスイカに移る。
テツオがバットを振り上げたら、タイミングを合わせてタタコンの縁を叩くと、バットを回避できる。
失敗してバットに当たると、数秒間動けなくなる。
1人プレイの場合はプレイしていない方の場所にはちょうちんうなぎが砂に埋まり昼寝している。2人プレイの場合は、先にすべてのスイカを食べたプレイヤーの勝利。
ヘリまで届け!
バランスを取りながら肩車で和田イヌ(2Pは和田ジョン)を積み重ねていき、頭上を飛ぶ救助ヘリコプターにタイミング良く掴まればステージクリア。
和田イヌ(ジョン)は左右に動き続けるのでタタコンの縁で肩車のバランスを取る必要があり、しばらくバランスを保つと次の和田イヌ(ジョン)が現れ、上に登る。和田イヌ(ジョン)が8匹になると、救助ヘリが現れるので、おじいちゃんが顔を出したときにタイミング良くタタコンの面を叩いてジャンプして掴まる。
タタコンの縁(左)を叩くと左方向に、タタコンの縁(右)を叩くと右方向に向かって歩き出し、さらに叩くと加速し、逆方向を叩くと減速する。
ステージは天守閣の屋根の上→一本の松の木が生えた崖の上→富士山の頂の計3ステージ（ステージ名は其々、お城→一本松→山頂）であり、一ステージの制限時間は99秒。
2人プレイの場合、相手より先にヘリに掴まることができるかを全3ステージで競い、2勝したプレイヤーが勝利する。
ステージが進むにつれ、高度の関係で風が吹く間隔が短くなり、バランスを取る事が難しくなって行く。風が吹くと肩車のバランスが崩れるので、風に逆らわない様うまく左右に動いてバランスを取る必要が有る。風向きは雲の流れや木の葉の飛び方で判断できる。
全ステージをクリアすると、実は海岸で砂に埋まり昼寝していた和田イヌ(ジョン)の夢オチだった事が判明する。

### 五代目
前作同様ミニゲームのルール説明はちょうちんうなぎが紙芝居で解説する。
ダッシュで帰宅
石積みをしていたどん、水マリ子の絵を描いていたかつが和田家までダッシュで帰宅する。
プレイしていない側ではメカドンが代理の対戦相手となる。
たこやきパニック
ちょうちんうなぎがたこ焼きを投げるので、タタコンの縁でかめを操作してそれを回収する。鉄アレイが降ってくることがあり、当たるとタイムロスになる。画面の左右はループ構造になっており、それを利用してたこ焼きを効率よく回収する事も可能。
だんご大作戦
おじいちゃんに気付かれないようにすずどんが和田家の縁側に置かれた団子を取る。急ごうとすると音が鳴りおじいちゃんが気付いて振り向く（この時動くとスタート地点からやり直し）のでタイムロスになる。また、テツオが冷蔵庫のヨーグルトを食べていいか聞いて来たり、どん達にお菓子を食べられた事やお風呂のお湯が溢れている事を報告する際におじいちゃんが振り向く事も有る。
ちょうちんうなぎがやって来ておじいちゃんと会話する際はおじいちゃんは全く気付いていないのでチャンスとなる。
いも食ってプッ
最初にどん・かつが面連打で芋を食べ、その後タイミングよく面を押しておならを出し飛んでゆく。
縁で左右に移動し頂上まで上がればクリア。障害物に当たると一定時間操作不可能になり、3回当たると失敗となる。
途中の芋を食べると大きく飛ぶ。
クリアするとテツオが焼き芋が焼けた事を知らせると共にどん・かつが目覚め、夢オチだった事が判明する。

### アニメスペシャル
今作では全てスペシャルバーションが存在する。また、今作からミニゲーム紹介はテレビ画面となっている。
ふわふわパラソル
ノーマルではどん（2Pの場合はかつ）を操作しパラソルを上手く使って地上に降りる。パラソルを開くとゆっくり降下し、閉じると早く降下する。雷雲に当たると感電して一定時間停止しタイムロスになるので注意。
時計やアイテム(ドンレンジャーの3人のヘルメット、お面小僧の狐面、鍵、団扇、ビーチボール、空気入れ、人魚はなちゃんの貝殻の胸当て、アサガオ)を取ると制限時間が少し延びる。
着地ポイントは水上の筏の上であり、左右に移動するイカダの上に着地できないとクリア失敗となる。
アイテムを全て入手しクリアするとかめが戸を開けて崖の中に入る演出が出る。
クリアすると、実はどん(かつ)の夢オチだった事が判明する。
スペシャルではかめを操作し扇子を使って地上に降りる。着地ポイントは溶岩の上に浮かぶ筏の上に有る黄金の扇子であり、それを回収すればクリア。アイテムは焼き芋、骨付き肉、ショートケーキ、三色団子、おにぎり、2切れのスイカ、ご飯、たこ焼き、パンとなっており、背景も植物を育てていたメカドンや通過していくメカカツに代わってインドンがカレーの調理をしている。
お風呂で水鉄砲
テツオ（2Pの場合ははなちゃん）が銭湯で水鉄砲を使いお風呂からジャンプして遊んでいるチビキャラたちに、水鉄砲で水をかけるシューティング風ゲーム。タタコンの縁を叩くと、左右に移動でき、場所とタイミングを狙って水鉄砲を発射する。出て来るキャラは水マリ子、ひよこ、お面小僧、杓子で、杓子に水を当てるとパワーアップアイテムが出現し、それを回収すると約8秒間テツオ(はなちゃん)の背中に水鉄砲のバックパックが追加され、水鉄砲も3方向に飛ぶタイプに強化される。制限時間は70秒。
2人プレイ時では2人で押し合いになる。
杓子、とんでけー!
ホームシックになった杓子をネコが故郷の広島まで砲丸投げの要領で高橋家の屋根の上から投げ飛ばすゲーム。
面連打でエネルギーを溜め、縁を叩いて投げる。
着地ポイントは近い順から糀谷(和田家)→横浜→箱根→浜名湖→名古屋→関ヶ原→琵琶湖→京都→大阪→神戸→倉敷→広島の順で、目的地は広島だが、投げるパワーが強いと広島を飛んで桜島→沖縄に着く。投げる角度が上方向の場合は反対方向の千葉まで飛んでしまう。
杓子が目的地に到着するとその土地の名物と共に勢いよく突き刺さるが、糀谷では和田家に落下し、箱根では温泉に浸かる。浜名湖・琵琶湖では湖上に浮くが、前者では浜名湖出身であるちょうちんうなぎが現れる。

### ぽ〜たぶる
和田家ナイトフィーバー
一定時間内に指示されたボタンを全て押すというもの。時間内に押さなければミスとなるが、2回まで許される。違うボタンを押してもミスにはならない。名前通りステージは和田家で、居間のちゃぶ台をお立ち台代わりにしてやっており、メインダンサーは和田イヌ。回数が増えると音楽の速度が上がるが、同時に仲間も増えたり演出も変化する。1度目はテツオとはなちゃんが加わり、蛍光灯がミラーボールに変化。2度目はお面小僧2匹が加わり、色の付いたちょうちんが数種類出現。3度目はちょうちんうなぎとかめが加わり、部屋がクラブのように暗くなる。4度目はどん子とたこやきと猫と杓子が加わり、電飾が光りスポットライトも出て来る。2度目の変化以降はLRボタンも押さなければならなくなる。ボタンを押して和田イヌがポーズを決めるのは最大32回までで、クリアすると騒ぎに気付いたおじいちゃんが右の襖から現れ、終了となる。
ドンドン紙ずもう
紙相撲をして行くゲーム。十字ボタンの左か○ボタン（タタコンは面）と、LRボタン（タタコンはふち）で紙相撲の土俵を叩き、間違えるとミスとなり大きな隙が出来てしまう。対戦相手は、和田かつ、ネコと杓子、お面小僧、テツオ、ちょうちんうなぎの順で、行司は和田イヌが担当。
メカドンファクトリー
メカドンを製造して行くゲーム。このミニゲームではPSP本体を縦持ちにして遊ぶ。
スティックの左右でシーソーを傾け、メカドンのパーツ(ネジ魂、歯車、バネ、ミラーボール、カレー、タイヤ、ジェットエンジン)を転がし下に流れてる本体に入れ、一定量のパーツが画面下部のベルトコンベアに流れているメカドンの本体に溜まれば、プレス機で顔が形成されメカドンが完成する。パーツが無くなるとその都度画面上部のベルトコンベアから出現し、残り時間が15秒以下になると警報と共に自動的に大量のパーツが出現する。
ミラーボールを入れると頭部のアンテナがミラーボールとなったメカドン、ジェットエンジンを入れるとイモ音符の連打用のジェット搭載のメカドン、タイヤを入れるとドンターボ、カレーを本体に入れるとインドンが出来る。終了後の記録発表の際は製造したメカドンは古く製造した順から最大10体まで登場する。

### 六代目
爆走!ラブラブどん子
路地裏でチョークで絵を描いている際中だった和田どん・和田かつの背後から、突如巨大化しているどん子が現れ逃走を開始。そのまま巨大化しているどん子をよけるゲーム。十字ボタンの左か○ボタン（タタコンは面）で走り、LRボタン（タタコンはふち）で左右に移動する。どん子に当たるとミスになるが、2回まで許される。途中どん子は物を落としてきたり、「私の事を受け止めて～！」と言いながらタックルで攻撃してくる。左右の壁は一瞬だけ走る事が出来、それを利用してどん子の物投げやタックル攻撃を回避できる。クリア・テクニカル・スピードの3種類のボーナスがある。総合評価は全て「恋の(乗り物の名前)」と表記される。全3ステージで、最後のステージでは突如雷雨が発生し何故か某クラシック（演奏に収録されたことはあるが、本作はない）が流れ、障害物に落雷が加わる他、大雨で視界が悪くなる。落雷はどんかつをロックオンして照準が切り替わった瞬間に落ちるため、落雷に打たれない様に常に左右に移動し続けるか、落雷が落ちる瞬間に回避する必要が有る。
最後まで行くと、どん子が売地の看板に激突した衝撃でキノコ（おそらくマリオの影響）を吐き出し元に戻る。その後、巨大化している時の記憶はなくなっているらしい。
はねつき大会
空き地で羽根つきを行うゲーム。十字ボタンの左か○ボタン（タタコンは面）で強く打ち、LRボタン（タタコンはふち）で遅く打つ。先に3本取った方の勝利。1Pではテツオ、2Pでははなちゃんがプレイヤーとなる。一人プレイ時の対戦相手はネコと杓子、はなちゃん(1P側)orテツオ(2P側)、お面小僧であり、どんどん強くなる。ラリーが続くと背景にキャラが増えていき、40回ラリーすると巨大などん子が出てくる。総合評価は全てスポーツの大会に関する文章である。
まきわってグー!
鍋パーティーを行うため、和田イヌと和田ジョンが斧を使って鍋の燃料の薪を割って行くゲーム。十字ボタンの左か○ボタン（タタコンは面）をタイミングよく押して薪を割って行く。太い薪は力を溜めて割る必要が有り、割れないとタイムロスになる。薪を60本くべると鍋の蓋が飛び出す。総合評価は全て「まき割り(戦国時代の階級)」と表記される。片方でのプレイの際はもう片方の使用しない切り株にすずどん達が待機している。2人プレイではどちらが多くの薪を割れるか競争となる。公式サイトのミニゲームにもなっている。
開店!イカ焼き屋台
かめを操作して、イカを次々と焼き上げて行くゲーム。LRボタン（タタコンはふち）で左右を移動し、イカが焼けると十字ボタンの左か○ボタン（タタコンは面）を押してイカをひっくり返す。イカが焼けると「おいしいよ」「焼けたよ」と報告し、焼けていない場合は、モーションが出てタイムロスになる。また、焦げてしまうとそのイカは点数には加算されない。
制限時間は99秒で、残り55秒からは火力が強くなり、全部を見ていると虻蜂取らずとなるため、何本かは捨ててしまうことも重要。
ミニミニゲーム
「わいわい太鼓合戦」（「七代目」にもある）のモードの1つ。名前の通り、ミニゲームよりさらに簡単な内容のものになっている。種類はイモ連打・キャラの数当て・カードめくり・くす玉割りの4つ。

### ぽ〜たぶる2
とべ! ドングライダー
十字ボタンの左とAボタンを連打して紙飛行機の速度を稼ぎ、そのあと十字ボタンの上下かLRボタンで操作する。時間制限があり（最初は60秒）、初めの連打も含まれている。記録の対象は進んだ距離（Km〈キロメートル〉単位）で、万の位まで表示される（10万を越えた先はどうなるのか不明）。アイテムは時計とダッシュゾーンの2種類。時計に当たると5秒増え、ダッシュゾーンに当たると一時的に速度が上がる。障害物はコンコルドン（ジェット機型のメカドン）や雷雲で、これらに当たると時間ロスとなる上に5秒減らされる。コンコルドンは右から左、雷雲は上下に動く。ゴールという概念がなく、戻ってもまた同じ場所を進むことになるが、障害物の量が増えていく。ただし、8万 kmを超えて3周目に入るとアイテムが出て来なくなり、それによって時間切れになるため10万 kmを超える事は不可能と思われる。場所の順番は日本→中国→インド→アフリカ→エジプト→イタリア→フランス→アメリカ→オーストラリア→太平洋で、それぞれ背景や障害物が（アフリカとエジプトも）変化する。
積み上げどんどん
風船で画面左右に浮いて移動している和田どんが芝居小屋の「どんどん小屋」からチビキャラ（だるまさん、ちょうちん、水マリ子）やイカやどん子やバチお先生を一番下に居る和田イヌから積み上げてタワーを作り、月まで目指していくバランスゲーム。制限時間は存在しない。
地上エリア→空エリア→宇宙エリアの順で積み上げて行き、中心に置いて行かないとバランスが崩れてしまう。其々のエリアは道中にトラップが仕掛けられており、地上エリアでは竜巻による移動速度上昇、空エリアでは暗雲による視界妨害、宇宙エリアでは隕石群により移動が不規則になる。タワーのバランスは下部の和田イヌのアイコンと緑・黄・赤の三色のゲージで表示され、和田イヌのアイコンが赤ゲージに到達して倒壊するとゲームオーバー。下のバランスを表すゲージはステージ後半からは緑のゲージが無くなるので崩れやすくなる。宇宙エリアを1分以内にクリアすると宇宙人が乗っているUFOに和田どんや積み上げたキャラがアブダクションされる演出が追加される。
スイーツパニック

どきどきバルーンアート

### 七代目
ミニミニゲーム以外は、「わくわく冒険ランド」でも課題として登場する。
まるバツ! 採点の達人
答案に○×を付けるゲームで、タタコンでの操作は、面と左ふちが○で右ふちが×。採点者は1Pがテツオ、2Pがはなちゃんとなっている（1Pのみの場合は、はなちゃんは寝そべって漫画を読んでおり、2Pのみの場合はテツオは昼寝をしている）。コースは「かんたん」「ふつう」「むずかしい」の3種類で、全25問（「かんたん」は20問）を早く採点した方が勝ちとなり、全採点にかかった時間が記録になる（ただし制限時間がある）。間違えても反対のボタンを押さないと進めない。またどんかつは大音符の顔になり怒っており、テツオは舌を出し、はなちゃんは頭を叩いてくる。総合評価は全て生徒に関する文章である。ちなみにはなちゃんはミニゲーム選択時と勝利した時はメガネになる。問題は主に小学生レベルの漢字・計算などだが、音楽ゲームだけあって音楽系や、雑学的（「野球は1チーム何人か?」など）なものもある。また一部の問題は脳トレゲームの影響が見られる。裏技として、ポーズしても問題が見える時があり、それを利用して正解できることがある。
ぽいぽい雪合戦
先に3回当てた方が勝ちとなる。操作は、十字ボタンの左か○ボタン（タタコンは面）で雪玉を投げ、LRボタン（タタコンはふち）で左右によける。1人プレイではテツオを操作することになり、他のキャラがCPUになって出てくる。全3ステージで、1面ははなちゃん・2面はお面小僧（きつね）・3面はなまはげ。総合評価はそれらしい文章である。
飛べ! メカドン!
音羽博士と助手がロケットエンジンを装着したメカドン・メカカツを飛ばし、距離を伸ばすゲーム。まず最初の5秒間は十字ボタンの左か○（タタコンは面）でエネルギーを溜め、飛ばしてからは十字ボタン（タタコンはふち）の左右で移動し、○（タタコンは面）でパーツを分離する。パーツの分離はアナウンスされた時のみでいい。移動は障害物をよけるためである。宇宙なのにも拘らず、小惑星やUFOの他にタライや鏡餅などの食べ物が落ちてくることがある。2人プレイでは競争になる。総合評価は全て宇宙に関する文章である。発射される機体で背景の棚にあるメカドン・メカカツのボディーが変わる（2人プレイでは棚は無くなっている）。エネルギーが10000以下の場合はメカドン・メカカツが爆発してしまい失敗となる。
サンタが街にやってきた
サンタクロースとなった和田どん・和田かつを操作し、深夜0時から朝6時までに寝ている子供にプレゼントを与える。
○でプレゼントを投げて(タタコンは面)、L1R1で左右に移動＋速度調整(タタコンは縁)し、基本ステージは3面までだが、時間に余裕がある場合は、タワーマンションを周る4面にも行ける。
なお、高得点の成績を取ると、本ミニゲームに使用されている「ジングルベル第765番」が演奏曲として解禁され、ゼビウスやディグダグのBGMの一部が文字通り含まれている。

### Wii3
「ドリームたいこランド」内で遊べる。4人対戦も可能。
ワニワニパニック
音符通りに叩いてワニを退治する。ミスをするか入力が遅かった場合、ワニが襲って一定時間入力が出来なくなる。難易度に応じて入力する個数が変わり、最高7個までとなる。制限時間が残り20秒を切るとワニが怒って襲うまでの時間が短くなるが、入力が3個までとなる。
おとぎの国のパンプキンダービー
馬車馬となったどん・かつ・ドンディー・よもぎまるがシンデレラのカボチャの馬車を引き、誰が早くゴールの城まで辿り着けるダービーを行う。馬車は正確に流れる譜面の音符を叩くと加速して、ミスすると減速。？の形の音符を叩くと、ニンジン付きの棒が出て連打する・ペガサスとなり連打の必要は無く一気に急加速する・悪天候となり誰かの譜面が雨雲で音符が見え辛くなるおジャマががランダムで発生する。
ホーンテッドハウス
4人で演奏ゲームをプレイするが、不可を出したり風船音符を割り損ねるとにろうそくが消えていき、全てのろうそくが無くなるとリタイア。またイモ音符は死神音符に変わり、連打数に制限がない代わりに一番連打数が少ないプレイヤーは「死神の手」に捕まりろうそくが残り1本になってしまう（すでに1本だった場合は何もなし）。演奏終了時に一番ろうそくが多かったプレイヤーの勝利だが、プレイヤーの数がのこり1人になると演奏が強制的に打ち切られ結果発表に移る。最初はテーマ曲しかできないが、5回プレイすると自由に選曲できる。
天までとどけケーキタワー
どん・かつ・ドンディー・よもぎまるの4人の内2人がコンビとなり、巨大ケーキタワーを登るゲーム。
偶にクリームの雪崩が発生し、連打でゲージが一定以上溜まれば大ジャンプして一気に上に登れるが、ゲージ不足で失敗すると雪崩に巻き込まれ下まで一気に降りてしまう。おにコースではゴールは無く、制限時間内にどれだけ高く登ったかを競う。
制限時間はかんたん・ふつうが120秒、むずかしいは70秒、おには100秒。
難易度が高い程ケーキタワーのゴールまでの高さは変わり、かんたんが1000ｍ、ふつう・むずかしいは2000m、おには無限である。
掛け声は「ティラ・ミス」「ファイ・ト」「モン・ブラン」の3種類がある。また、クリームの雪崩を耐えた際の掛け声は「ドンドン行くドン！」「連打、成功！」の他にも、リポビタンDのキャッチコピーである「ファイトー！イッパーッツ!!」も入っている。
エイリアンアタック
襲ってくるエイリアンを「太鼓キャノン」で倒すゲーム。タイミング良く叩くと威力が上がり、4人同時で叩くと虹色のビームとなり、ボスエイリアンを除く耐久力の高いエイリアンをもほぼ一撃で倒せる。エイリアンは太鼓キャノンを超えると攻撃して宇宙船にダメージを与えるため、太鼓キャノンを発射して倒す必要が有る。画面下の体力ゲージが0になるとゲームオーバー。ノーダメージボーナスが有り、エイリアンの攻撃を一度も受けずに全滅させるとこだまの台詞も変化する。
ボスエイリアンは手を使ってプレイヤーに攻撃を仕掛ける他、一定以上のダメージを受けると、こちらの体力に関係なく一撃で残り体力を0にされる光線を出すため、その光線を出す前に急いで倒す必要がある。
みつばち大作戦
花が咲いた直後にタタコンの面を叩いてハチミツを取る。何も無いときに取った場合はお手付きとなり、一定時間取りに行けなくなる。たまに爆弾やフェイントも混じっており、前者を取ったら爆発して持っているハチミツを半分にされる。花から出るハチミツは通常10～40グラムの量が出て、50グラムの大きいハチミツは一番たくさん連打した人の物になる(お手付きの人も参加可能)。制限時間は120秒。
海賊どんちゃんと秘密の財宝
操作は「ホーンテッドハウス」とほぼ同じ仕様となっている。また5回プレイすると自由に選曲できるのも同じ。
楽曲を演奏してイカ大王と大砲で戦い、最後にいくつお宝をゲットできるかを競うゲーム。お宝は精度良く叩けば入手できる他、イカ大王との連打勝負で勝つと一気に入手できる。
イカ大王は偶に画面外に触手を叩き付け、和田ジョンを飛ばしたり、和田イヌを画面上から落下させるおジャマを行う。
お宝は譜面上のゲージで10個ごとに銀貨→金の延べ棒→宝箱の順にグレードアップする。譜面分岐曲は、達人譜面を基準にコインの増減が設定されているため、達人譜面よりコンボ数が多い譜面では増えやすく、逆に少ない譜面では増えにくい。
80個以上ゲットで成功、100個以上ゲットで大成功（1人最大30個で、30×4人で最大120個）。

### 超ごうか版
基本的に過去作のリメイク版が多い。